# Le Chahut
Le Chahut (em português:  O Cancan) é uma pintura neoimpressionista de Georges Seurat, datada de 1889–90. Foi exibida pela primeira vez no Salon de la Société des Artistes Indépendants de 1890 (titulada como Chahut, cat. nº 726), em Paris. Chahut tornou-se o principal alvo dos críticos de arte, e foi amplamente debatida entre os críticos do simbolismo.
A pintura apresenta uma quadrilha no Moulin Rouge e influenciou os fauvistas, cubistas, futuristas e orfistas. Anteriormente, na coleção privada do poeta e crítico de arte simbolista francês Gustave Kahn, Le Chahut atualmente está exposta no Museu Kröller-Müller em Otterlo, nos Países Baixos.

## Descrição
Le Chahut é uma pintura a óleo sobre tela medindo 170 por 141 cm. Seurat empregava um estilo divisionista, com pontos de cor pontilhistas. A obra é dominada por um esquema de cores que tende para o extremo vermelho do espectro, de tons de terra que se baseiam em uma paleta de marrons, bronzeados, cinzas quentes e azuis, intercalados não apenas com as cores primárias (vermelhos e amarelos), nem mesmo com as seis cores principais, mas com dezoito misturas em sua paleta antes da aplicação na tela (qualquer uma das quais poderia ser misturada com branco). Uma borda azul mais profunda pintada em torno da borda da tela culmina em um arco raso na borda superior.
Le Chahut é um exemplo conspícuo da técnica pontilhista de Seurat. A modulação da luz e da sombra ao longo do trabalho é obtida pelo uso de pequenos pontos de cores justapostos lado a lado, enquanto se alternam em intensidade e concentração. Os pontos devem se fundir aos olhos do espectador para criar a impressão de cores misturadas quando observados à distância. Enquanto os impressionistas concentraram sua atenção na harmonia das cores com base em tons semelhantes ou relacionados (apenas parcialmente separados), a harmonia neoimpressionista se baseava em tons contrastantes, colocando um contra o outro; resultando em uma vibração mélange optique (a mistura óptica no olho do observador).
A pintura é dividida em três espaços principais. Músicos ocupam a parte inferior esquerda, um dos quais está localizado centralmente, as costas voltadas para o espectador, com o contrabaixo erguido para a esquerda. Uma fila de dançarinos, duas mulheres e dois homens com as pernas levantadas, ocupa o canto superior direito. Eles são caracterizados por curvas e repetição rítmica, criando uma sensação sintética de movimento dinâmico. O fundo consiste em luminárias ornamentadas no estilo cabaré e alguns membros da platéia sentados na primeira fila, com os olhos fixos na apresentação. No canto inferior direito, outro cliente está olhando com um olhar de soslaio, indicativo de desejo sexual ou intenção maliciosa e maliciosa; o arquétipo de um voyeur masculino, muitas vezes retratado em ilustrações jornalísticas de meados do século do cancan.

## Antecedentes
Chahut (literalmente significa ruído ou tumulto) é um nome alternativo para o cancan, uma dança provocante e sexualmente carregada que apareceu pela primeira vez nos salões de baile de Paris por volta de 1830. O estilo de dança causou um escândalo devido aos chutes altos e outros gestos dos braços e pernas. Antes da década de 1890, a dança transitava de indivíduos nos salões de baile para encenar apresentações por uma linha de coro em lugares como o Moulin Rouge em Montmartre.

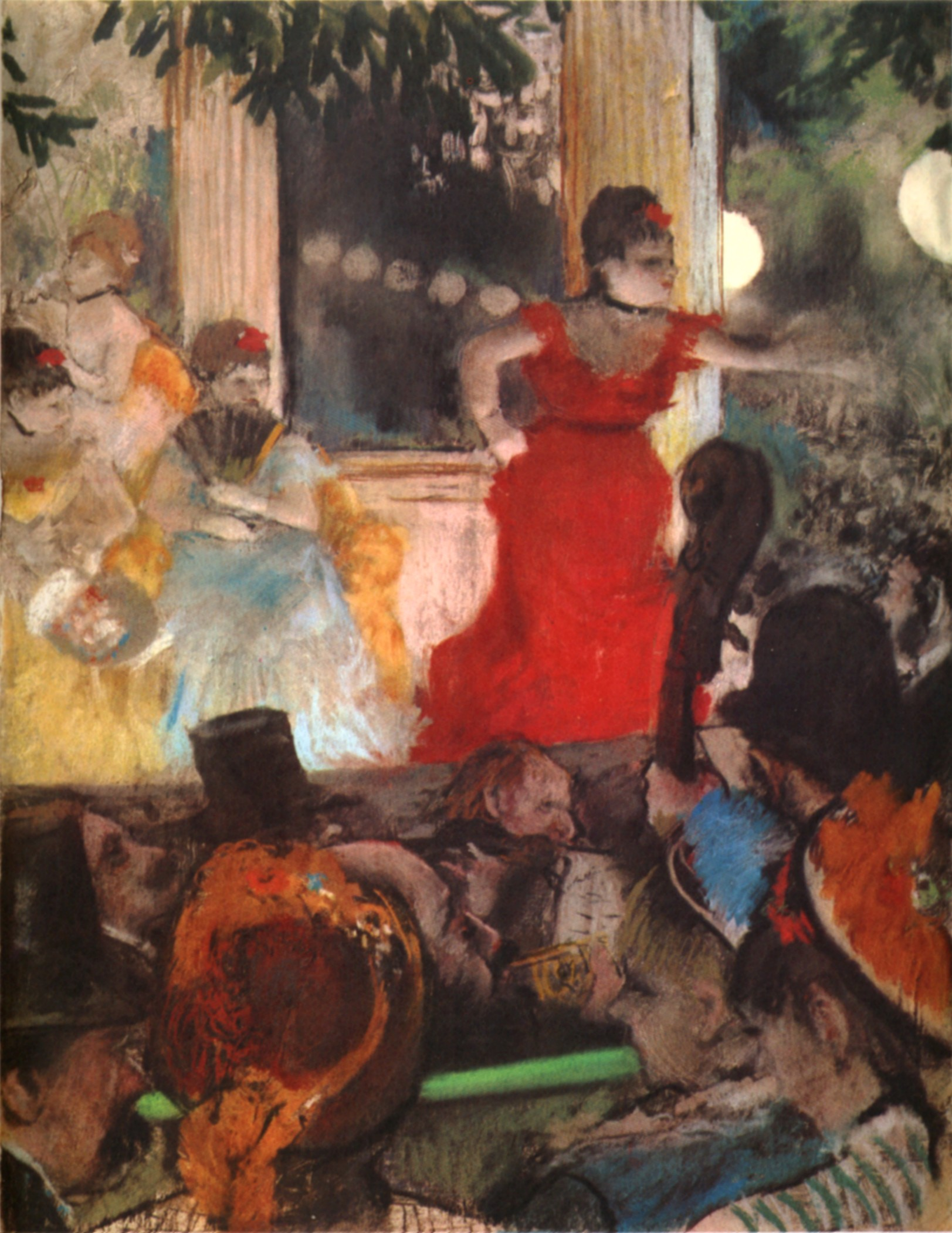
Edgar Degas, O café-concerto d'Os Embaixadores, 1876-77, Museu de Belas Artes de Lyon

"Comparada com o café-concerto de Degas", escreve o historiador de arte Robert Herbert, "o tipo de trabalho que antecede Seurat, os dançarinos de Chahut estão alinhados com os ritmos repetitivos da arte ornamental. Paralelamente à superfície, em vez de espiralar em profundidade, eles se inclinam ou se desdobram em explosões staccato que saltam bastante em nossa visão. De fato, desde a exposição de Baignade, seis anos antes, em 1884, Seurat havia progressivamente achatado suas principais composições e aumentado o número de pequenos detalhes acentuados típicos da arte decorativa, como ziguezagues, curvas de dardos, raios flamejantes, paralelos repetidos e zonas planas não recessivas."
Seurat se concentra em um movimento ascendente de linhas ao longo da pintura — "um maquinário extremamente complicado de linhas", escreve o historiador de arte John Rewald — mostrando a ilusão de um ambiente animado da dança e da música. As figuras caricaturais são tratadas de maneira rígida e imponente, com humor e alegria. O tom antinaturalista de Chahut, com sua primazia de expressão sobre a aparência e seu uso eloquente de linhas e cores, reflete a influência de Charles Blanc e Humbert de Superville. A teoria de Humbert inspirou a ideia de Blanc de que linhas (assim como cores) induzem sentimentos. A direção de uma linha muda a expressão e, portanto, são sinais de emoção. Linhas horizontais são sinônimo de calma, por associação com equilíbrio, duração e sabedoria, enquanto linhas expansivas incorporam alegria, em virtude de sua associação com expansão, inconstância e voluptuosidade. A expressão voluptuosa de Chahut e o esquema linear ascendente encarnam as qualidades e características de alegria de Humbert-Blanc.
Seurat também utiliza as teorias de Charles Henry sobre a expressão emocional e simbólica de linhas e cores, e os trabalhos de Michel Eugène Chevreul e Ogden Rood sobre cores complementares. Seurat também foi influenciado pelas gravuras japonesas e pelas obras gráficas de Jules Chéret. Enquanto Seurat reconhece Henry como uma influência para sua "estética", Humbert e Blanc não são mencionados. Embora, em teoria, Seurat claramente pague dívidas com seus antecessores, na prática Chahut se destaca. Suas formas não são abstratas, mas esquemáticas e perfeitamente reconhecíveis como o meio social popular no qual Seurat havia mergulhado desde sua mudança para Montmartre em 1886; com seu assunto sexualmente provocante (revelando pernas e roupas íntimas) inspirado na dança burlesca de artistas de Montmartre, cafés-concertos, teatros, salões de baile, auditórios, vaudevilles e a vida noturna parisiense da moda.

Jules Christophe, amigo de Seurat, que o entrevistou para uma breve biografia publicada na primavera de 1890, descreveu Le Chahut como 
 o fim de uma quadrilha fantasiosa no palco de um café-concerto de Montmartre: um espectador, meio exibicionista, meio investigador desleixado, que cheira, por assim dizer, com um nariz eminentemente elevado; um líder de orquestra com gesto hierático, visto de trás; algumas mãos em uma flauta; e, com parceiros vestindo caudas de serpentina, dois jovens dançarinos em trajes de noite, saias voando, pernas finas distintamente elevatórias, com risadas nos lábios erguidos e narizes provocantes. Nesses parisienses da classe trabalhadora, Georges Seurat, o pintor dessas iguarias, ainda assim confere o caráter quase sagrado das sacerdotisas que realizam rituais... Todas as suas pinturas oferecem pouco mais do que linhas ascendentes (acima da perpendicular [ele pretendia escrever "horizontal"]), que, no sistema de M. Charles Henry, são carregadas de alegria; elas expressam isso? 

## Recepção

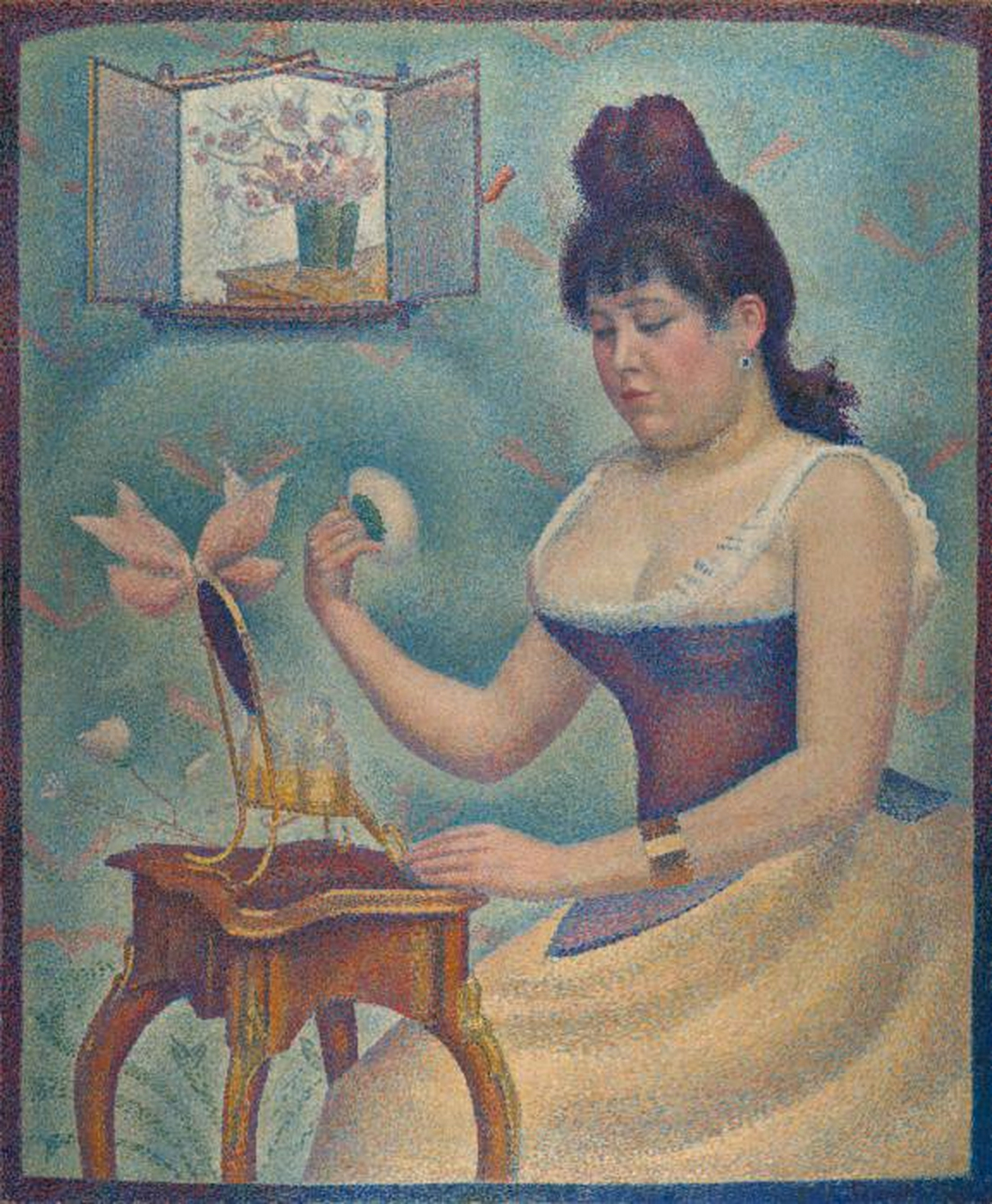
Georges Seurat, Jovem maquilhando-se, 1889-90, óleo sobre tela, Instituto Courtauld

Chahut foi exibida no Salon des Indépendants, de 20 de março a 27 de abril de 1890, eclipsando sua outra grande obra: Jeune femme se poudrant (Jovem maquilhando-se), à qual os críticos da época prestavam pouca atenção. Chahut, a maior e mais progressivamente moderna das duas, foi amplamente discutida entre os críticos simbolistas, como Arsène Alexandre, Jules Christophe, Gustave Kahn, Georges Lecomte, Henry van de Velde, Emile Verhaeren e Téodor de Wyzewa. Dois temas se destacaram: o assunto de Montmartre e sua encarnação das teorias de expressão linear de Henry. A pintura não foi elogiada liberalmente, pois os críticos perceberam sua composição linear como excessivamente esquemática. No entanto, devido aos elementos anti-naturalista de Chahut, seu formalismo hierático e componentes ritualísticos, Seurat foram vistos como um inovador.  Suas interpretações, sem querer, foram paralelas aos termos e conceitos de Charles Blanc, cuja abordagem antinaturalista continuou a inspirar Seurat. Blanc comentou sobre a arte egípcia com uma sintaxe que os simbolistas podem ter usado para Chahut: 
 As figuras em baixo-relevo egípcio, escreve Blanc, "são acentuadas de maneira concisa e sumária, não sem delicadeza, mas sem detalhes. As linhas são retas e longas, a postura rígida, imponente e fixa. As pernas são geralmente paralelas e mantidas juntas. Os pés tocam ou apontam na mesma direção e são exatamente paralelos... Nesta pantomima solene e cabalística, a figura transmite sinais e não gestos; está em uma posição e não em ação."
 John Rewald escreveu sobre Le Chahut e Le Cirque: 
 As figuras nessas pinturas são dominadas pela monotonia ou pela alegria (não há tristeza nas imagens de Seurat) e, é claro, são governadas por regras estritas, sendo controladas pelo jogo de linhas e cores cujas leis Seurat estudou. Nessas telas, Seurat, sem ceder ao literário ou ao pitoresco, reabilitou o assunto que havia sido abandonado pelos impressionistas. Suas obras são "exemplares exemplares de uma arte decorativa altamente desenvolvida, que sacrifica a anedota ao arabesco, a nomenclatura à síntese, o fugitivo à permanente e confere à natureza — enfim cansada de sua realidade precária — uma realidade autêntica", escreveu Fénéon 

## Influência

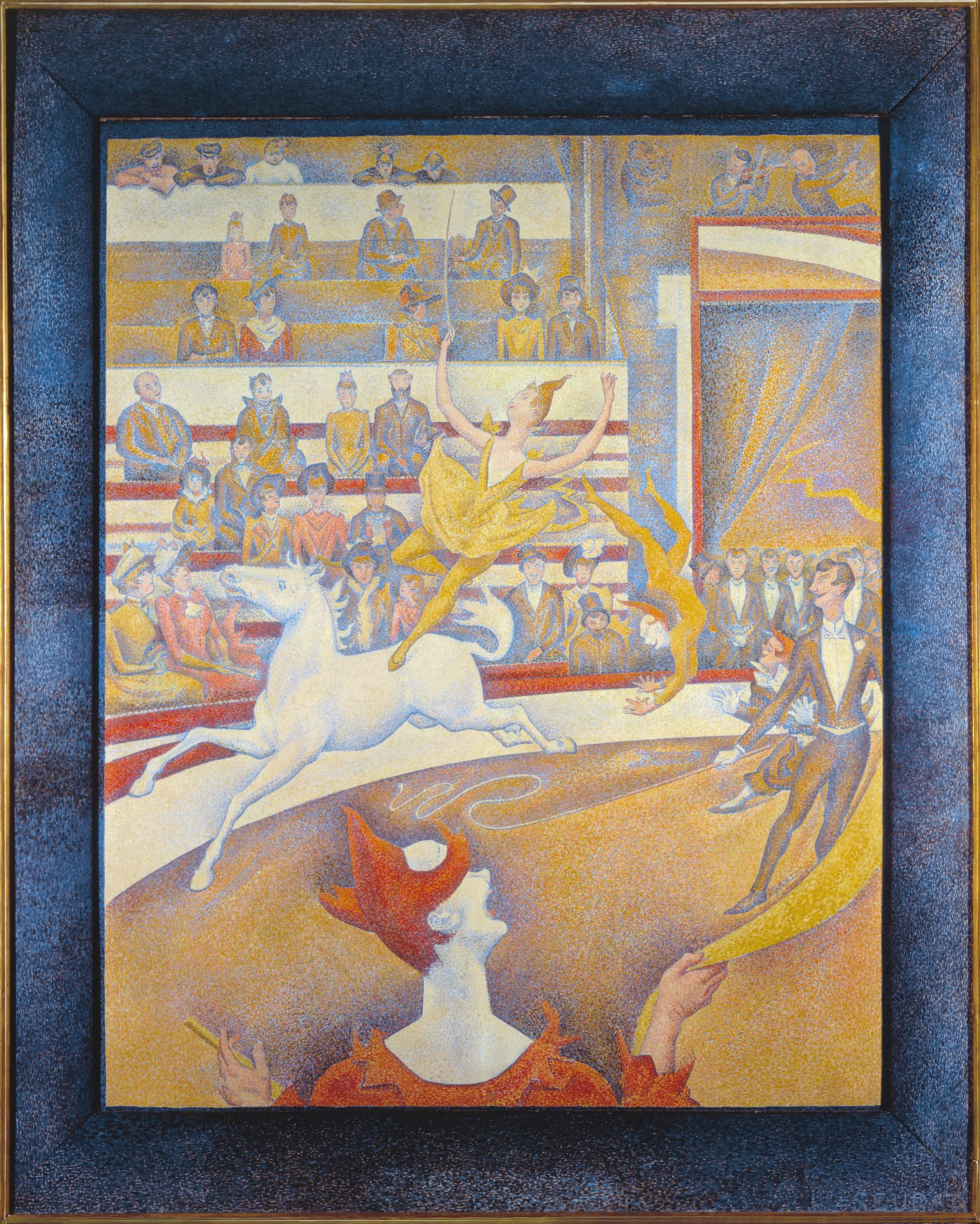
Georges Seurat, Le Cirque (O Circo), 1891, óleo sobre tela, Museu de Orsay

Em 1904, o neo-impressionismo havia evoluído consideravelmente, afastando-se da natureza, afastando-se da imitação, em direção à destilação de formas geométricas essenciais e movimentos harmoniosos. Essas formas foram consideradas superiores à natureza porque continham ideias, representando o domínio do artista sobre a natureza. "Harmonia significa sacrifício", escreveu Henri-Edmond Cross, e grande parte do neo-impressionismo inicial foi vago. Cross, Paul Signac, junto com Henri Matisse, Jean Metzinger, Robert Delaunay e André Derain (da geração mais jovem) agora pintavam com pinceladas grandes que nunca se misturavam aos olhos do observador. Cores arrojadas puras (vermelhos, azuis, amarelos, verdes e magentas) ricochetearam na variedade de suas telas, "tornando-as livres dos trilhos da natureza", escreve Herbert, "como qualquer pintura então feita na Europa".
O trabalho de Paul Cézanne teve grande influência durante a fase expressionista do protocubismo (entre 1908 e 1910), enquanto o trabalho de Seurat, com suas estruturas mais planas e lineares, capturou a atenção dos cubistas de 1911. Seurat havia sido o fundador do neo-impressionismo, seu protagonista mais inovador e fervoroso, e provou ser um dos mais influentes aos olhos das vanguardas emergentes; muitos dos quais — como Jean Metzinger, Robert Delaunay, Gino Severini e Piet Mondrian — passaram por uma fase neo-impressionista, antes de seus empreendimentos fauve, cubista ou futurista.
"Com o advento do cubismo monocromático de 1910 a 1911", escreve Herbert, "questões de forma deslocaram a cor na atenção dos artistas, e para esses Seurat era mais relevante. Como resultado de várias exposições, suas pinturas e desenhos foram facilmente vistos em Paris, e as reproduções de suas principais composições circularam amplamente entre os cubistas. Chahut foi chamada por André Salmon de "um dos grandes ícones da nova devoção", e tanto ele como o Cirque (Circo), Museu de Orsay, Paris, segundo Guillaume Apollinaire, 'quase pertencem ao cubismo sintético'."
O conceito foi bem estabelecido entre os artistas franceses de que a pintura poderia ser expressa matematicamente, em termos de cor e forma; e essa expressão matemática resultou em uma "verdade objetiva" independente e convincente, talvez mais do que a verdade objetiva do objeto representado.
De fato, os neo-impressionistas conseguiram estabelecer uma base científica objetiva no domínio da cor (Seurat aborda ambos os problemas no Circo e Dançarinas). Logo, os cubistas deveriam fazê-la tanto no domínio da forma quanto na dinâmica; Orfismo também a faria com cores.

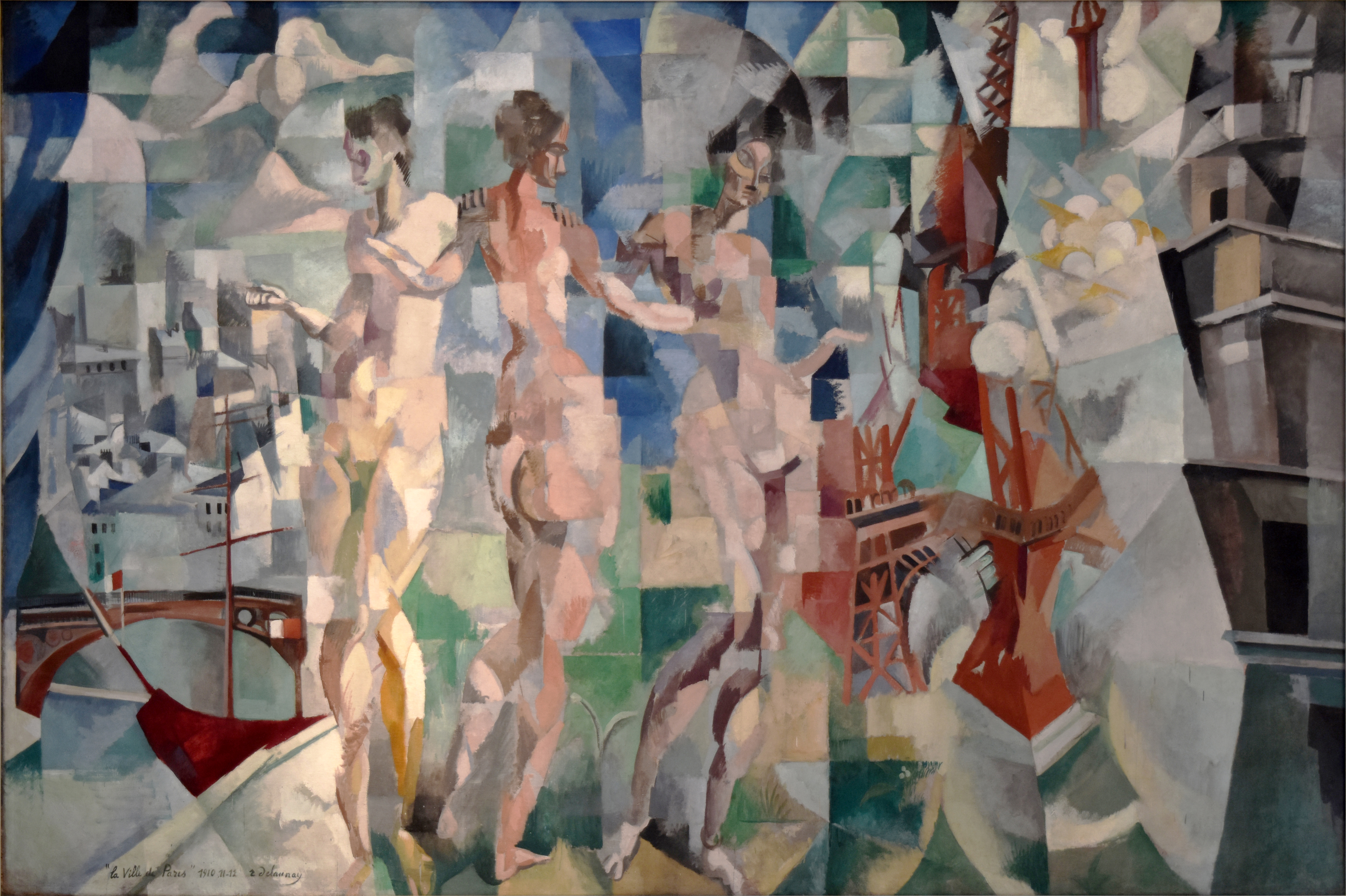
Robert Delaunay, A cidade de Paris, 1912, óleo sobre tela, Musée National d'Art Moderne
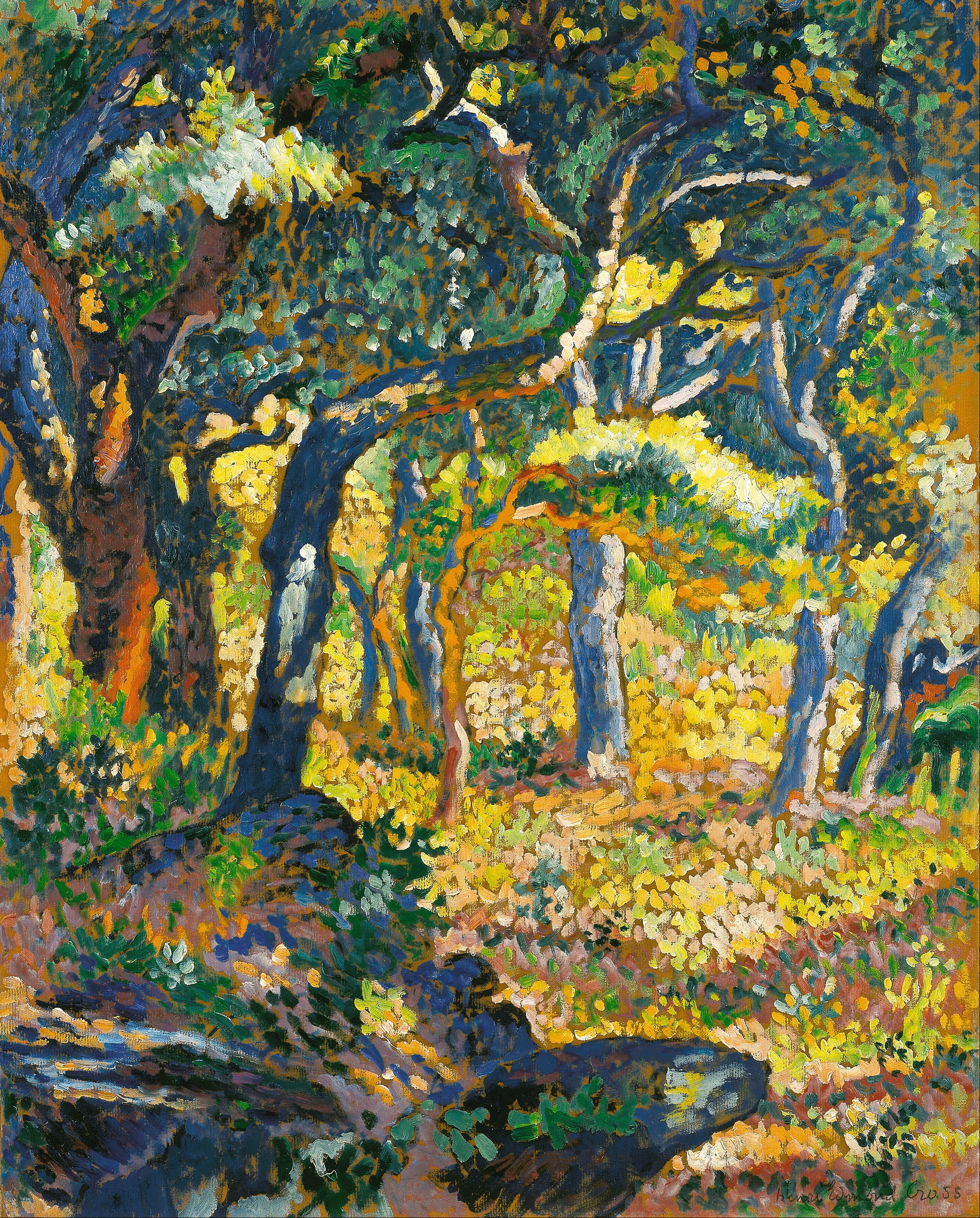
Henri-Edmond Cross, Uma clareira em Provence (estudo), 1906, óleo sobre tela, Museu de Israel
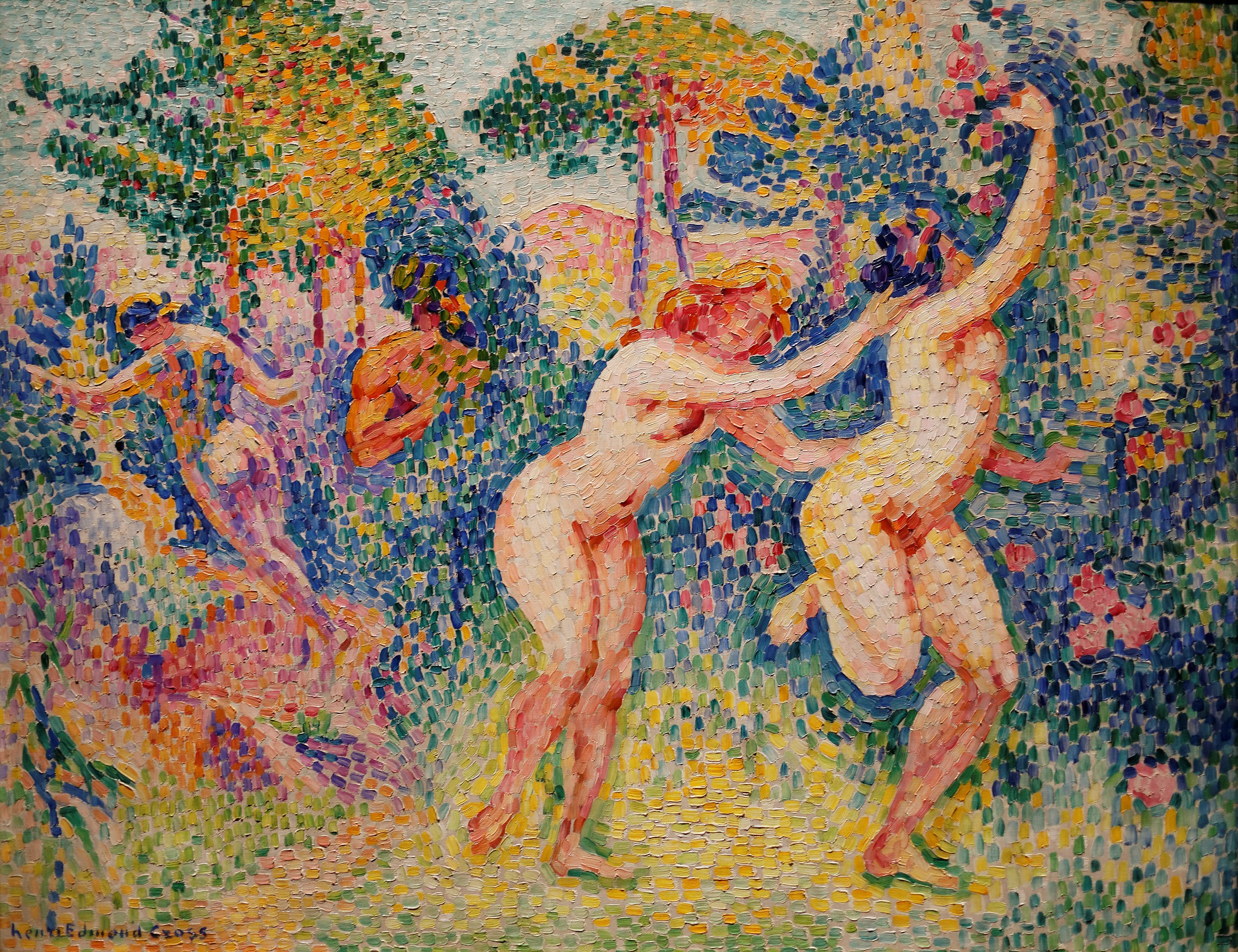
Henri-Edmond Cross, A flauta das ninfas, 1906, óleo sobre tela, Museu de Orsay
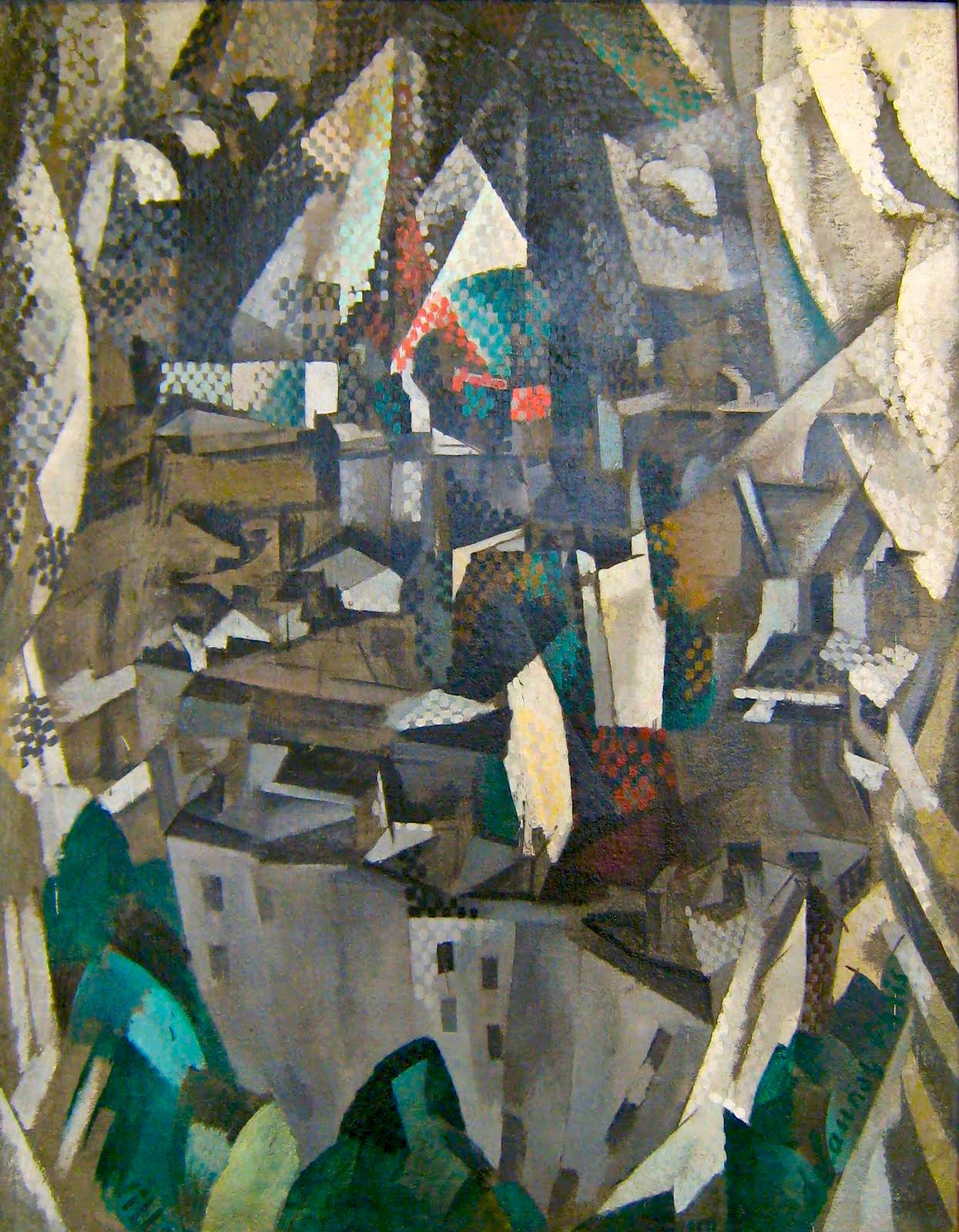
Robert Delaunay, A cidade no. 2, 1910, óleo sobre tela, Musée National d'Art Moderne